# Nacionalisme romàntic

La llibertat guiant el poble, pintura de Delacroix que expressa la visió romàntica de la Revolució francesa de juliol

El nacionalisme romàntic, també anomenat «nacionalisme orgànic» o «nacionalisme de la identitat», és una forma de nacionalisme en la qual l'estat deriva la seva legitimitat política com a conseqüència orgànica de la unitat dels individus que aquest governa. Això inclou, depenent de la manera particular de la pràctica, la llengua, l'ètnia, la cultura, la religió i els costums de la «nació» en el seu sentit primari de conjunt de persones «nascudes» dins de la cultura. Aquesta forma de nacionalisme va néixer com a reacció a l'hegemonia dinàstica o imperial, que proclamava la legitimitat de l'estat «de dalt cap a baix» que el monarca rebia de Déu.
Entre els temes clau del romanticisme i el seu llegat més durador, les pretensions culturals del nacionalisme romàntic van ser també centrals en l'art postil·lustració i en la filosofia política. Des dels seus inicis, amb la concentració en el desenvolupament de les llengües, el folklore nacional i el valor espiritual dels costums i tradicions locals, fins als moviments que haurien de reorganitzar el mapa d'Europa, amb les al·lusions a l'«autodeterminació» de les nacions, el nacionalisme va ser una qüestió clau del romanticisme, determinant el seu paper, les seves formes d'expressió i els seus significats.